# Richard Brake
Richard Brake (Ystrad Mynach, 30 novembre 1964) è un attore britannico.

## Biografia
Nato nel Regno Unito, si trasferì negli Stati Uniti viaggiando da uno stato all'altro (Carolina del Nord, Connecticut, Georgia, Tennessee e Ohio). Studiò al Western Reserve Academy ad Hudson, Ohio. Fra le sue interpretazioni si ricordano Joe Chill in Batman Begins e Dean Portman in Doom. Nel 2014 e nel 2015 ha interpretato il Re della Notte nella serie televisiva HBO Il Trono di Spade.

## Filmografia parziale

### Cinema
- Death Machine, regia di Stephen Norrington (1994)
- Virtual Terror, regia di Nigel Barton, Jonathan Glendening, Omid Nooshin e Ian Powell  (1996)
- Subterfuge, regia di Herb Freed (1996)
- Ritorno a Cold Mountain (Cold Mountain), regia di Anthony Minghella (2003)
- Soul Searcher, regia di Neil Oseman (2005)
- Batman Begins, regia di Christopher Nolan (2005)
- Doom, regia di Andrzej Bartkowiak (2005)
- Munich, regia di Steven Spielberg (2005)
- Black Dahlia, regia di Brian De Palma (2006)
- Hannibal Lecter - Le origini del male, regia di Peter Webber (2007)
- Retribution, regia di Maz Aynsley (2007)
- Outpost, regia di Steve Barker (2008)
- The Tonto Woman, regia di Daniel Barber – cortometraggio (2008)
- Perkins' 14, regia di Craig Singer (2009)
- Halloween II, regia di Rob Zombie (2009)
- Cuckoo, regia di Richard Bracewell (2009)
- Legacy, regia di Thomas Eromose Ikimi (2010)
- Detention - Terrore al liceo (Detention), regia di Joseph Kahn (2011)
- Good Day for It, regia di Nick Stagliano (2011)
- Come l'acqua per gli elefanti (Water for Elephants), regia di Francis Lawrence (2011)
- Asylum Blackout, regia di Alex Courtes (2011)
- Codice fantasma (The Numbers Station), regia di Kasper Barfoed (2013)
- The Counselor - Il procuratore (The Counselor), regia di Ridley Scott (2013)
- Thor: The Dark World, regia di Alan Taylor (2013)
- Set Fire to the Stars, regia di Andy Goddard (2014)
- Kingsman - Secret Service (Kingsman: The Secret Service), regia di Matthew Vaughn (2014)
- Spy, regia di Paul Feig (2015)
- The Cannibal in the Jungle, regia di Simon George (2015)
- The Chameleon, regia di Jim Greayer (2015)
- 31, regia di Rob Zombie (2016)
- Raccolto amaro (Bitter Harvest), regia di George Mendeluk (2017)
- Morto Stalin, se ne fa un altro (The Death of Stalin), regia di Armando Iannucci (2017)
- Mandy, regia di Panos Cosmatos (2018)
- I fratelli Sisters (The Sisters Brothers), regia di Jacques Audiard (2018)
- The Dare - Obbligo o verità (The Dare), regia di Giles Alderson (2019)
- 3 from Hell, regia di Rob Zombie (2019)
- The Rhythm Section, regia di Reed Morano (2020)
- Tremors: Shrieker Island, regia di Don Michael Paul (2020)
- Offseason, regia di Mickey Keating (2021)
- Sicario - Ultimo incarico (The Virtuoso), regia di Nick Stagliano (2021)
- Bingo Hell, regia di Gigi Saul Guerrero (2021)
- Vesper, regia di Kristina Buožytė e Bruno Samper (2022)
- Barbarian, regia di Zach Cregger (2022)
- The Munsters, regia di Rob Zombie (2022)
- The Last Stop in Yuma County, regia di Francis Galluppi (2023)

### Televisione
- Jeeves and Wooster – serie TV, episodio 4x02 (1993)
- Keen Eddie – serie TV, episodio 1x08 (2004)
- M.I. High - Scuola di spie (M.I. High) – serie TV, episodio 3x09 (2009)
- Cold Case - Delitti irrisolti (Cold Case) – serie TV, episodio 6x18 (2009)
- NCIS: Los Angeles – serie TV, episodio 1x08 (2009)
- The Deep – miniserie TV, puntate 03-04-04 (2010)
- Above Suspicion – serie TV, episodi 3x01-3x02-3x03 (2011)
- Mob City – serie TV, 5 episodi (2013)
- Il Trono di Spade (Game of Thrones) – serie TV, episodi 4x04-5x08 (2014-2015)
- Grimm – serie TV, episodio 4x14 (2015)
- Barbarians - Roma sotto attacco (Barbarians Rising) – miniserie TV, puntata 04 (2016)
- Ray Donovan – serie TV, 4 episodi (2016)
- Absentia – serie TV, 7 episodi (2017)
- Supernatural – serie TV, episodio 13x08 (2017)
- The Royals – serie TV, 5 episodi (2018)
- Sanctuary – serie TV, 6 episodi (2019)
- The Mandalorian – serie TV, episodio 2x07 (2020)

## Doppiatori italiani
Nelle versioni in italiano delle opere in cui ha recitato, Richard Brake è stato doppiato da:
- Antonio Palumbo in Hannibal Lecter - Le origini del male, Bingo Hell, The Mandalorian
- Pasquale Anselmo in Batman Begins, Supernatural
- Massimo Lodolo in 31, Tremors: Shrieker Island
- Alessandro Ballico in NCIS: Los Angeles, Thor: The Dark World
- Riccardo Scarafoni in Cold Case - Delitti irrisolti
- Alessandro Budroni in Come l'acqua per gli elefanti
- Enrico Di Troia in Kingsman: Secret Service
- Gerolamo Alchieri in Absentia
- Fabio Boccanera in Doom
- Pierluigi Astore in Halloween II
- Paolo Marchese in Codice Fantasma
- Paolo Maria Scalondro in Ray Donovan
- Roberto Draghetti in The Royals
- Achille D'Aniello ne I fratelli Sisters
- Nino Prester in R.I.P.D. 2: Rise of the Damned
- Francesco Prando in Barbarian